# 小坂吉政
小坂 吉政（おさか よしまさ）は、室町時代の武士。山名氏、織田敏定の家臣。通称は孫四郎。初代吉田城主。

## 略歴
但馬国出石郡小坂郷に出生。山名氏に仕えたが、応仁の乱の頃に京都へ出た後に織田敏定の家臣になり尾張国に入った。その頃に吉田城を築城した。
当初、同城は柏井城と呼ばれていたが、吉政が姓を吉田に改めたことから、吉田城と呼ばれるようになった。
吉政は男子がいなかったため、尾張国丹羽郡前野村の土豪・前野家の前野正俊の子・前野行宗と長女を養子縁組させて小坂家を継がせた。行宗は小坂行宗と改名した。